# Aalmuttern
Die Familie der Aalmuttern (Zoarcidae) oder Gebärfische ist eine Familie der Aalmutterverwandten, die von der Arktis bis zur Antarktis in allen Weltmeeren vorkommt. Die meisten der fast 260 Arten leben im nördlichen Pazifik. Dort gibt es mehrere endemische Gattungen. An den Küsten Nordeuropas leben drei Arten, Sars Wolfsfisch (Lycenchelys sarsi) und Vahls Wolfsfisch (Lycodes vahli) an den Küsten Norwegens und Islands, die Aalmutter (Zoarces viviparus) auch in der gesamten Nord- und Ostsee.
Drei Arten der Gattung Zoarces sind ovovivipar, die übrigen ovipar. Einige Arten betreiben Brutpflege.

## Merkmale
Der Körper der Fische ist langgestreckt, das Maul end- oder unterständig. Rückenflosse, Schwanzflosse und Afterflosse sind zu einem durchgehenden Flossensaum zusammengewachsen. Die Bauchflossen fehlen oder sind verkümmert; wenn vorhanden, stehen sie vor den Brustflossen. Schuppen sind sehr klein, von Haut überwachsen oder fehlen. Eine Schwimmblase ist nicht vorhanden. Die Tiere erreichen eine Länge von sieben Zentimeter bis 1,10 Meter. 

## Namensgebung
Der Name der Aalmuttern ergibt sich aus dem früheren Glauben, dass die Europäische Aale von diesen geboren würden. Hintergrund hierzu ist, dass aufgrund des Wanderverhaltens der Aale zur Fortpflanzung im Atlantik lange keine Erklärung für deren Vermehrung vorhanden war.

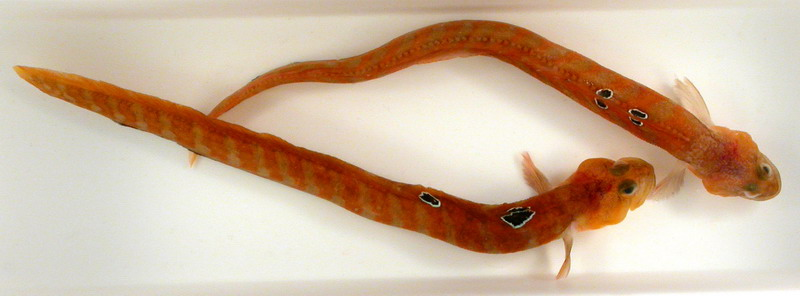
Gymnelus hemifasciatus

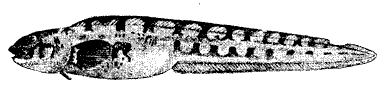
Aalmutter
(Zoarces viviparus)

## Unterfamilien
- Gymnelinae Gill, 1863
- Lycodinae Gill, 1861
- Lycozoarcinae Andriashev, 1939
- Zoarcinae Swainson, 1839